# Reinhard Roseneck

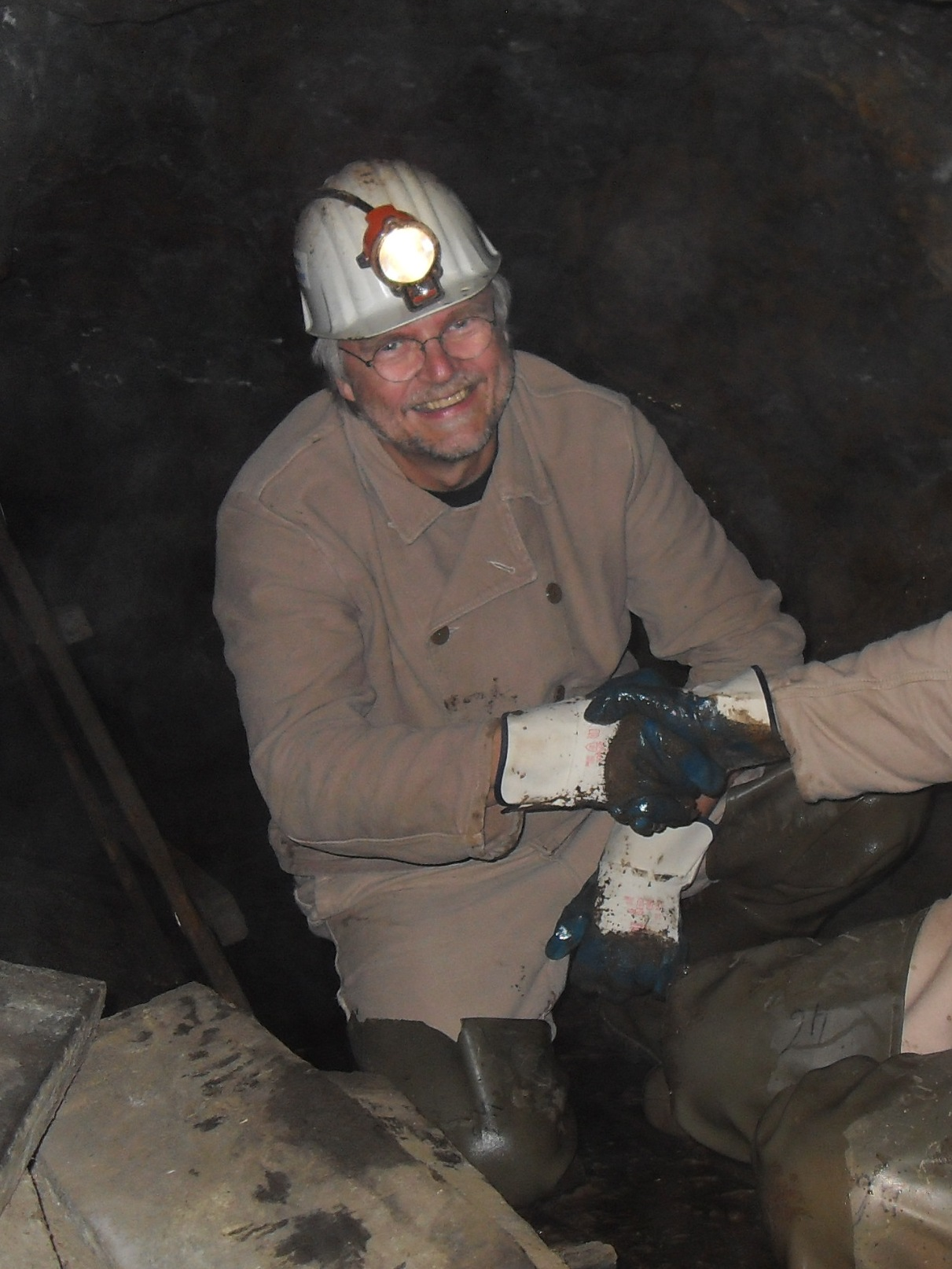
Reinhard Roseneck bei einer Erkundung der Grube Rosenhof im September 2009

Reinhard Roseneck (* 6. März 1950 in Schwerin; † 8. September 2012 in Wolfenbüttel) war ein deutscher Denkmalpfleger und Oberkonservator im Niedersächsischen Landesamt für Denkmalpflege. Zu seinen größten Leistungen gehörte 1992 die von ihm betriebene Anerkennung der Altstadt von Goslar und des Bergwerkes Rammelsberg als Weltkulturerbe, welches wiederum aufgrund seines Bestrebens im Jahr 2010 um das Oberharzer Wasserregal erweitert wurde. Er prägte entscheidend die Einrichtungen des Bergbaumuseums am Rammelsberg (Goslar), des Klosters Walkenried und des Höhlenerlebniszentrums an der Iberger Tropfsteinhöhle. Alle drei Einrichtungen waren sowohl museal als auch wirtschaftlich ein großer Erfolg.

## Leben
Roseneck wuchs in Hagen auf, wo er lange Zeit eine Waldorfschule besuchte. Zu Beginn des letzten Schuljahres wechselte er auf ein staatliches Gymnasium, in dem er sein Abitur ablegte. Anschließend studierte er an der TU Berlin Stadt- und Regionalplanung, wo er auch promovierte. Im Jahr 1981 erhielt er eine Anstellung beim Institut für Denkmalpflege in Braunschweig. Er entwickelte ein besonderes Interesse für Industriedenkmäler und setzte sich für den Erhalt von Bergbauanlagen im Westharz ein. Hierzu zählen besonders die Anlagen des Oberharzer Wasserregals, des Kaiser-Wilhelm-Schachtes sowie des Ottiliae-Schachtes in Clausthal-Zellerfeld.
Nach der Einstellung des Bergbaus im Erzbergwerk Rammelsberg 1988 erreichte er gemeinsam mit Mitstreitern vor Ort, dass die wesentlichen übertägigen Anlagen des Bergwerkes erhalten blieben und als Museum eingerichtet wurden. Es gelang ihm dabei nicht nur, die Entscheidungsträger von diesem Plan zu überzeugen, sondern auch, die für Erhalt und Betrieb dieser Anlagen erforderlichen Mittel zu organisieren. Gute Kontakte zu international tätigen Denkmalschutzexperten sowie zum zuständigen Landesministerium halfen ihm dabei, einen Antrag zur Aufnahme des Bergwerks Rammelsberg und der Goslarer Altstadt in die Liste der Weltkulturerbestätten bei der UNESCO einzubringen, der 1992 vom Welterbekomitee akzeptiert wurde.
Kurze Zeit später wurde Roseneck zum Geschäftsführer des Bergbaumuseums Rammelsberg berufen. Er baute das Museum entscheidend mit auf, entwickelte im Rahmen der EXPO 2000 ein Goslarer Projekt „EXPO on the Rocks“ und sorgte für eine breite wissenschaftliche Basis. Differenzen mit dem Aufsichtsrat und der unbelegte Vorwurf, er könne nicht mit Geld umgehen, führten 2003 zu seiner Ablösung. Diese Entlassung belastete seine Beziehung zu Goslar, vor allem aber die einiger Stadträte zu ihm, nachhaltig.
Roseneck ging in den Landesdienst zurück und trieb dort die bereits 1999 eingeleitete Erweiterung der Welterbestätte um das Oberharzer Wasserregal voran. Im Jahr 2006 wurde das maßgeblich durch ihn entwickelte Zisterzienser-Museum Kloster Walkenried eingeweiht. In den Jahren 2006 bis 2008 arbeitete er vor allem an der Einrichtung des Höhlenerlebniszentrums Iberger Tropfsteinhöhle. Beide Museen kommen fast ohne öffentliche Zuschüsse aus. Er erarbeitete den Antrag an die UNESCO, die Anlagen des Oberharzer Wasserregals als Erweiterung des Goslarer Weltkulturerbes anzuerkennen. Dieser Antrag wurde im Sommer 2010 anerkannt und gehörte zu den letzten großen Erfolgen Rosenecks.
Aufgrund seiner hohen wissenschaftlichen Reputation, seines Gespürs für die Einrichtung erfolgreicher Museen und seiner Fähigkeit, großzügig öffentliche Mittel einzuwerben, sollte er anschließend Stiftungsdirektor der Stiftung Welterbe Harz werden, einer Einrichtung, die alle Welterbestätten im niedersächsischen Teil des Harzes wissenschaftlich und museal leitet. Diese Berufung scheiterte aber am Widerstand aus Goslar.
Zuletzt war Roseneck wissenschaftlicher Direktor des Zisterziensermuseums Kloster Walkenried und Kurator in der Stiftung NORD/LB · Öffentliche sowie Mitglied im Beirat Oberharzer Wasserregal. Des Weiteren war er Honorarprofessor an der Georg-August-Universität in Göttingen.

## Sonstiges
Reinhard Roseneck wohnte in Wolfenbüttel. Er war verheiratet und hatte zwei Kinder. Er starb 62-jährig im September 2012 an Krebs.
Der Klostermarkt Walkenried geht auf seine Initiative zurück, er gewann 2008 die Erzabtei Sankt Ottilien für die Idee eines Klostermarktes in Südniedersachsen.
Im Juni 2014 ehrte die Bergstadt Clausthal-Zellerfeld ihren engagierten Bezirkskonservator,  indem sie die Straße, die die Grube Rosenhof mit dem Ottiliaeschacht verbindet, in Reinhard-Roseneck-Weg umbenannte.

## Veröffentlichungen
- Burg Dankwarderode. Ein Denkmal Heinrichs des Löwen. 1995, ISBN 978-3-929902-63-1.
- Der Rammelsberg. Niemeyer-Verlag, Hameln 1992.
- Neuere städtebauliche Entwicklung historischer Altstädte von Klein- und Mittelstädten, dargestellt an zwanzig historischen Altstädten sowie insbesondere am Beispiel der historischen Altstadt von Weissenburg in Bayern. Dissertation Technische Universität Berlin 1980.
- als Hrsg.: Der Rammelsberg: tausend Jahre Mensch – Natur – Technik. 2 Bände. Verlag der Goslarschen Zeitung, Goslar 2001.
- Museumsführer / ZisterzienserMuseum Kloster Walkenried. Texte von Brigitte Moritz und Ortrud Krause, hrsg. von Reinhard Roseneck für den Landkreis Osterode am Harz. Zisterziensermuseum Kloster Walkenried, 2010.